# Памела Сарджънт
Памела Сарджънт (на английски: Pamela Sargent) е американска феминистка, редакторка и писателка на произведения в жанра научна фантастика, фентъзи и исторически роман.

## Биография и творчество
Памела Сарджънт е родена на 20 март 1948 г. в Итака, щат Ню Йорк, САЩ. Израства като атеистка. Получава магистърска степен по класическа философия от Държавния университет на Ню Йорк в Бингамтън. Също така изучава древна история и гръцки език.
Първият ѝ разказ „Gather Blue Roses“ (Съберам сини рози) е издаден през 1972 г., написан докато още учи в университета.
Първият ѝ роман „The Sudden Star“ (Внезапната звезда) е издаден през 1979 г.
Историческият ѝ роман „Ruler of the Sky“ (Владетел на небето) от 1993 г. за Чингис Хан става бестселър в Германия и Испания.
Тя е писателка с феминистки идеали и редактира няколко антологии с разкази, в които изтъква ролята на жените в научната фантастика.
Сътрудничи си и с писателя Джордж Зебровски, вкл. и по няколко романа, базирани на вселената на Стар Трек.
За цялостното си творчеството получава наградата „Пилгрим“ през 2012 г.
Памела Сарджънт живее със семейството си в Олбани.

## Произведения

### Самостоятелни романи
- The Sudden Star (1979) – издаден и като „White Death“
- The Alien Upstairs (1983)
- The Shore of Women (1986)
- Alien Child (1988)
- Ruler of the Sky (1993)
- Climb the Wind (1998)
- Season of the Cats (2020)

## Серия „Звездоброец“ (Watchstar)
1. Watchstar (1980)
2. Eye of the Comet (1984)
3. Homesmind (1984)

### Серия „Посеви“ (Seed)
1. Earthseed (1983)
2. Farseed (2007)
3. Seed Seeker (2010)

### Серия „Венера“ (Venus)
1. Venus of Dreams (1986)
2. Venus of Shadows (1988)
3. Child of Venus (2001)

### Участие в общи серии с други писатели

#### Серия „Стар Трек: Оригиналната серия“ (Star Trek: The Original Series) – с Джордж Зебровски
83. Heart of the Sun (1997)
88. Across the Universe (1999)
Garth of Izar (2003)
от серията има още над 100 романа от различни автори

#### Серия „Стар Трек: Следващото поколение“ (Star Trek: The Next Generation)
43. A Fury Scorned (1996) – с Джордж Зебровски
от серията има още над 100 романа от различни автори
Разкази
- Gather Blue Roses (1972)
- The Other Perceiver (1972)
- Clone Sister (1973)
- Bond and Free (1974)
- Desert Places (1974)
- Shadows (1974)
- If Ever I Should Leave You (1977)
- The Novella Race (1978)
- The Renewal (1978)
- Out of Place (1981)
- The Summer's Dust (1981)
- The Broken Hoop (1982)
- The Shrine (1982)
- Heavenly Flowers (1983)
- The Mountain Cage [short story] (1983)
- The Old Darkness (1983)
- Fears (1984)
- Originals (1984)
- The Leash (1987)
- Danny Goes to Mars (1992) – награда „Небюла“
- Nebula Awards
- Outside the Windows (1992)
- The Sleeping Serpent (1992)
- Big Roots (1994)
- Dead and Naked (1995)
- Rhysling Award Winners (1995)
- Ringer (1995)
- Collectors (1996)
- Isles (1996)
- Dream of Venus (2000)

### Сборници
- Cloned Lives (1976)
- Starshadows (1977)
- The Golden Space (1982)
- The Best of Pamela Sargent (1983)
- Watchstar Trilogy (1997)
- Behind the Eyes of Dreamers (2002)
- The Mountain Cage (2002)
- Eye of Flame (2003)
- Thumbprints (2004)
- Dream of Venus (2012) – с Джак Дан и Джордж Зебровски
- Puss in D.C. and Other Stories (2015)

### Документалистика
- Firebrands (1998) – с Рон Милър

### Книги за писателката
- The Work of Pamela Sargent (1996) – от Робърт Реджиналд и Джефри М. Елиът

Екранизации
- 1986 Приказки от тъмната страна, Tales from the Darkside – тв сериал, 1 епизод по разказа „Светилището“
- 1991 Skotos – късометражен